# Les Poings d'eau
Les Poings d'eau sont une œuvre de l'artiste Pascale Marthine Tayou. Il s'agit d'un ensemble de cinq fontaines installées en 2012 près de la porte de Montreuil lors de l'inauguration de la ligne de tramway T3b à Paris, en France.

## Description
Les Poings d'eau sont cinq fontaines mises en place le long du boulevard Davout, au nord et au sud de la station Porte de Montreuil du tramway 3b. Du nord au sud, elles se situent aux intersections du boulevard avec les voies suivantes :
- rue Saint-Blaise (48° 51′ 23″ N, 2° 24′ 35″ E)
- rue des Réglises (48° 51′ 18″ N, 2° 24′ 36″ E)
- square de la Gascogne (48° 51′ 15″ N, 2° 24′ 39″ E)
- rue Charles-et-Robert (48° 51′ 10″ N, 2° 24′ 40″ E)
- rue Paganini (48° 51′ 06″ N, 2° 24′ 40″ E)

Quatre de ces fontaines représentent un ensemble de personnes, hommes et femmes, quasiment grandeur nature regroupées en un cercle étroit et regardant vers l'extérieur. La dernière, rue Saint-Blaise, comporte cinq modèles réduits de personnes, en cercle sur un immense poing fermé et regardant cette fois vers l'intérieur. Les personnages sont d'un noir uni et certains portent des chapeaux blancs phosphorescents. Ils reprennent les codes vestimentaires des sapeurs, une mode née aux Congo après leur indépendance.
Les cinq fontaines sont posées sur le trottoir sur un grand disque coloré et ouvragé leur servant de socle. Elles sont mises en marche par le bouton poussoir d'un robinet, situé au niveau du nombril de l'un des personnages. L'eau s'écoule par un poing sortant horizontalement des statues.

## Historique
Les Poings d'eau sont une commande publique, l'une des œuvres réalisées dans le cadre du prolongement de la ligne 3 du tramway parisien, en partenariat avec Eau de Paris. Elle est installée en 2012.

## Artiste
Pascale Marthine Tayou (né en 1967 à Yaoundé) est un artiste camerounais.